# Front pennique

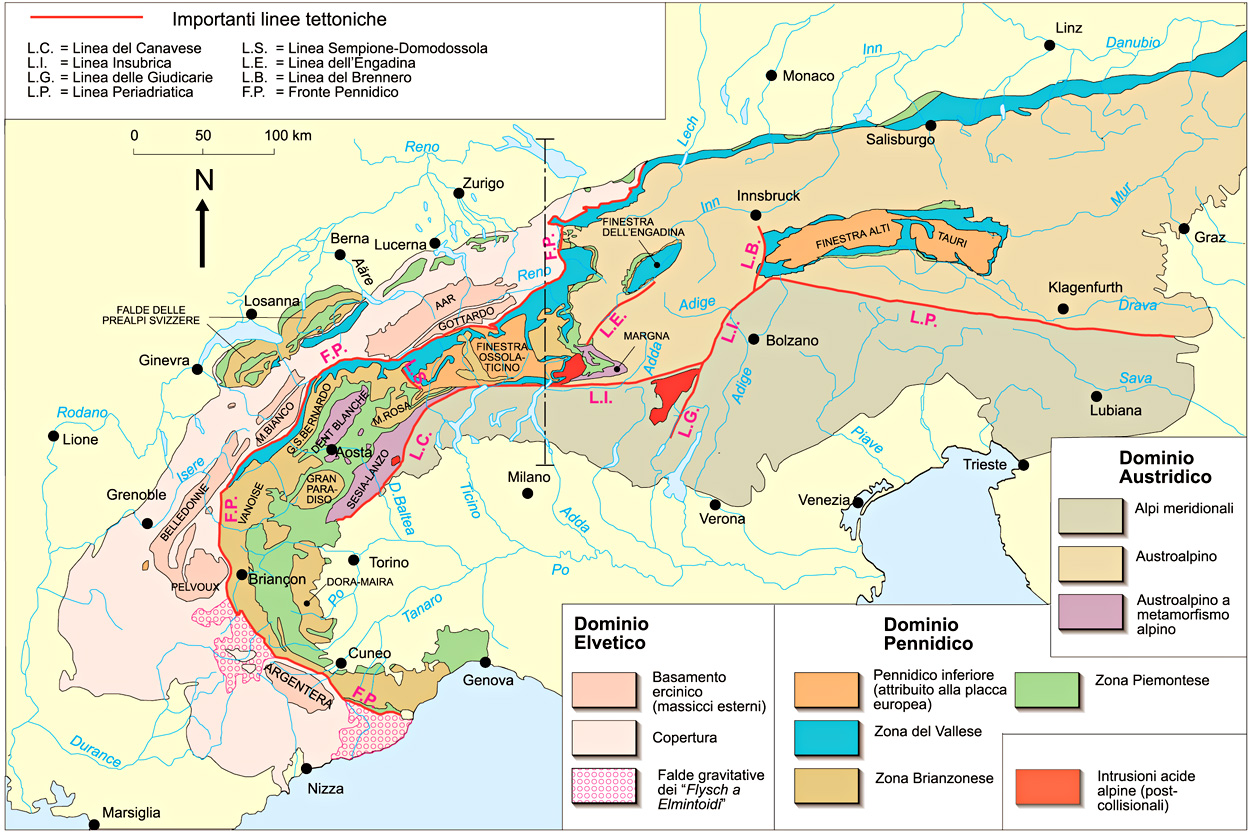
Carte des unités structurales des Alpes divisées en trois domaines paléogéographiques

Dans les Alpes occidentales, le front pennique, également dénommé chevauchement pennique frontal, est le chevauchement qui juxtapose les unités internes, métamorphiques (Mont Rose, Grand Paradis, Dora Maira…) sur les unités externes non métamorphiques (massifs cristallins externes, massifs subalpins),. Il fonctionne aujourd'hui localement comme une faille normale et/ou comme un décrochement dextre.